# NGC 635

NGC 635

NGC 635 في الفهرس العام الجديد، هي مجرة، تقع في كوكبة قيطس. اكتشفت في 15 أكتوبر 1885 بواسطة فرانسيس بريسيرفد ليفنوورث.

## روابط خارجية
- NGC 635 على موقع ويكي سكاي: DSS2, SDSS, GALEX, IRAS, Hydrogen α, X-Ray, Astrophoto, Sky Map, Articles and images